# François de Champflour
Pour les articles homonymes, voir Champflour.
François de Champflour (mort après 1649) était un soldat et un administrateur de la Nouvelle-France. Il a servi comme gouverneur de Trois-Rivières de 1639 à 1645. 

## Biographie

### Gouverneur de Trois-Rivières
Originaire de Clermont-Ferrand dans la région de l'Auvergne en France, il fut nommé gouverneur en 1639 par le gouverneur Montmagny. Champflour servi comme commandant du Fort Richelieu à partir de août 1642 jusqu'à décembre 1643. À l'automne 1645, il est allé en France pour régler ses obligations avec l'intention de revenir. Il ne reviendra cependant pas en Nouvelle-France. En 1646 lui est décerné le fief de Champflour à Trois-Rivières par la Compagnie des Cent-Associés. Il se trouve à Paris et porte toujours le titre de gouverneur de Trois-Rivières. 
En 1649, il vend finalement le fief à Jacques Leneuf de La Poterie. 

## Commémoration
La rue Champflour à Trois-Rivières a été nommé en son honneur.